# St. Wolfgang (Obermeisa)

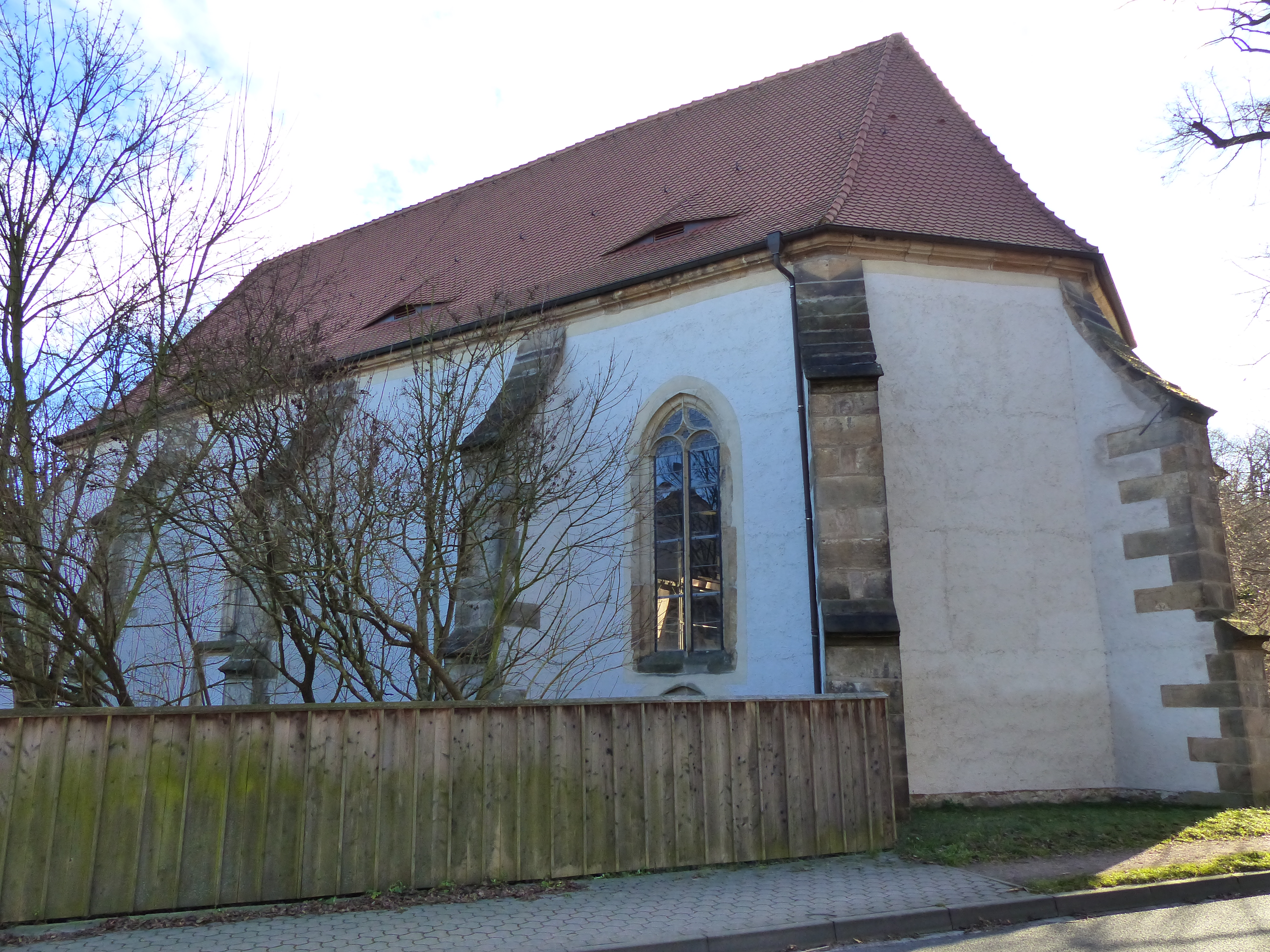
St.-Wolfgangs-Kapelle Meißen von Nordwesten

St. Wolfgang ist eine gotische Kapelle in Meißen-Obermeisa.

## Lage
Die Wolfgangskapelle befindet sich im Ortsteil Obermeisa westlich der Altstadt von Meißen in der Jahnastraße. Sie ist von einem Friedhof mit historischen Grabsteinen umgeben.

## Geschichte

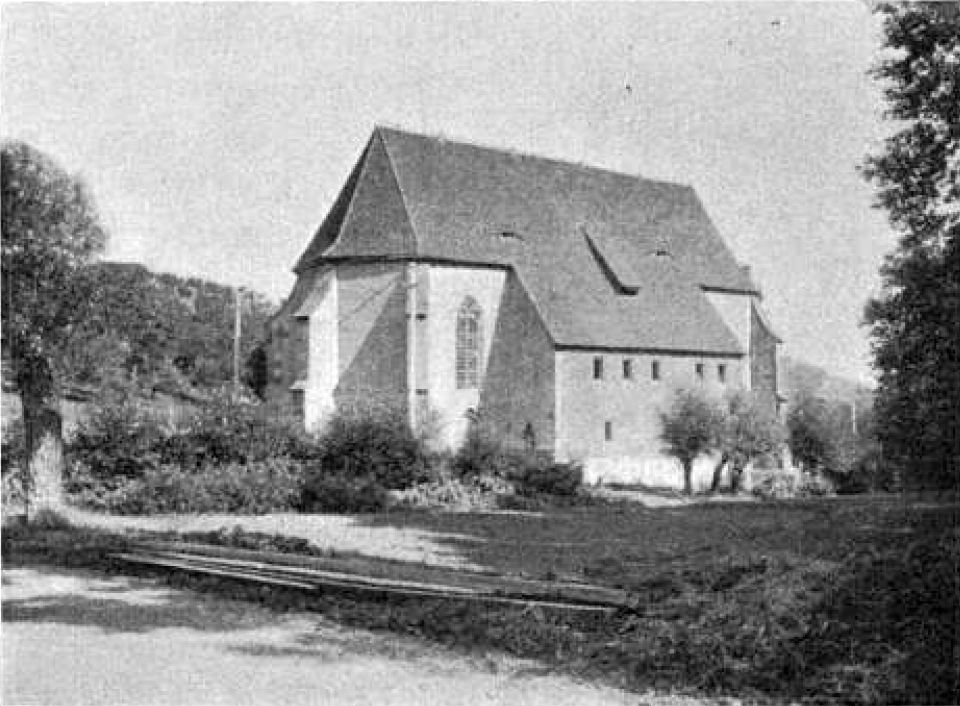
St.-Wolfgangs-Kapelle, 1902

1471 wurde die Wolfgangskapelle gebaut, offenbar nach Plänen von Arnold von Westfalen oder dessen Umfeld. Von 1474 ist die älteste Erwähnung erhalten. 1516 gab es weitere Arbeiten.
In dieser Zeit war sie eine Wallfahrtskapelle und gehörte zur Pfarrkirche St. Afra.
In späteren Jahrhunderten wurde sie dann vor allem als Friedhofskapelle genutzt. 1840 gab es einige kleinere Umbauten.
Anfang der 1990er Jahre verkaufte die Kirchengemeinde St. Afra das Gebäude an das Hochstift Meißen. 2004 wurden umfangreiche Restaurierungsarbeiten abgeschlossen. Seitdem dient die Kapelle der Dombauhütte Meißen als Werkstatt und Lagerraum. Bis 2022 wurden dort unter anderem historische Ziegel aus dem Meißner Dom aus dem 16. Jahrhundert gelagert.
Die Kapelle ist derzeit nicht für öffentliche Besichtigungen zugänglich.

## Architektur
Die Kapelle ist ein spätgotischer Saalbau aus Backstein. Der Grundriss ist symmetrisch mit jeweils dreiseitigen Abschlüssen im Osten und Westen. Im Süden gibt es zwei Anbauten, die als Sakristei genutzt wurden. Diese haben rippenlose knicksternförmige Zellengewölbe, eine Innovation, die Arnold von Westfalen auch in der nahegelegenen Albrechtsburg verwendete.
Teile der historischen Innenausstattung sind erhalten.

## Orgel
Besonders wertvoll ist die Orgel mit den frühesten Teilen (Brustwerk) aus dem 16. Jahrhundert. Diese stammen aus dem Zisterzienserinnenkloster Marienstern bei Mühlberg und wurden 1547 nach Pirna versetzt. Dort erweiterte sie der sächsische Hoforgelmacher Andreas Tamitius 1682. 1940 kam der leere Orgelprospekt in die St.-Wolfgangs-Kapelle und erhielt ein neues Orgelwerk von Gustav Steinmann (II/P/7).
Das Instrument ist durch sein Alter und die Belastungen aus der Werkstatt stark beeinträchtigt und dringend sanierungsbedürftig.